# Telamona extrema
Telamona extrema är en insektsart som beskrevs av Ball. Telamona extrema ingår i släktet Telamona och familjen hornstritar. Inga underarter finns listade i Catalogue of Life.